# Fluorid yttritý
Fluorid yttritý je anorganická sloučenina s chemickým vzorcem YF3. Fluorid yttritý není znám v čisté formě.

## Příprava
Fluorid yttritý lze připravit reakcí fluoru s yttriem nebo hydroxidu yttritého s kyselinou fluorovodíkovou.
Y(OH)3 + 3HF → YF3 + 3H2O

## Vlastnosti
Fluorid yttritý má index lomu 1,51 při vlnové délce 500 nm a je průhledný v rozsahu od 193 nm do 14 000 nm (tj. od UV až po infračervenou oblast).
Fluorid yttritý krystalizuje v ortorombické krystalové soustavě s mřížkovými parametry a = 6,3537 Å, b = 6,8545 Å, c = 4,3953 Å.

## Využití
Fluorid yttritý se využívá k výrobě čistého kovového yttria redukcí vápníkem. Lze jej také použít jako výchozí materiál k výrobě skel a keramických materiálů.

## Výskyt
V přírodě se fluorid yttritý vyskytuje jako minerál waimirit-(Y). Mezi fluoridové minerály obsahující esenciální yttrium patří tveitit-(Y) (Y,Na)6Ca6Ca6F42 a gagarinit-(Y) NaCaY(F,Cl)6. Někdy také fluorit obsahuje příměsi yttria.